# Xã Camden, Quận Ray, Missouri
Xã Camden (tiếng Anh: Camden Township) là một xã thuộc quận Ray, tiểu bang Missouri, Hoa Kỳ. Năm 2010, dân số của xã này là 596 người.